# 勲一等旭日桐花大綬章
勲一等旭日桐花大綬章（くんいっとうきょくじつとうかだいじゅしょう）は、日本の勲章の一つ。1888年（明治21年）1月4日に旭日章の最上位として追加制定された。日本における高位勲章の一つで、2003年（平成15年）11月3日の栄典制度改正まで旭日章の最上位勲章として運用されていた。ここでは旧制度における「勲一等旭日桐花大綬章」について解説する。新制度の勲章については桐花章を参照。

## 概要
1875年（明治8年）4月10日に、日本で最初の勲章として、旭日章八等級が制定。それに遅れること約13年の1888年(明治21年)に、勲一等旭日大綬章のさらに上位として勲一等旭日桐花大綬章が追加制定された。
一説によれば、金鵄勲章の制定を画策した山縣有朋に、栄典の差をつけられることを嫌った伊藤博文が対抗して制定を促したとも言われる。実際当時の宮中席次において、金鵄勲章の功級は同じ数字を持つ勲等より上位に位置づけられており、これに従い功一級金鵄勲章は勲一等旭日大綬章よりも上位にあったが、勲一等旭日桐花大綬章だけは例外的に功級より上位に位置づけられていた。
制定経緯はともかく、勲一等旭日大綬章を上回る勲功がありながら、最高勲章に属する大勲位菊花大綬章に及ばない場合に授与される、最上位の普通勲章であった。類例として、（日本に倣った面もあるが）大韓帝国の「大勲位李花大綬章」、満州国の「龍光大綬章」がある。また生存者叙勲停止中、新たな勲章制度を制定すべく1952年の第15回国会に提出された栄典法案の審議では、位階を併用することで「表彰の方途に潤いを持たせたく考える」（緒方竹虎内閣官房長官）とし、その運用例として「旭日大綬勲章」（勲一等旭日大綬章相当）に加えて正三位あるいは従二位に叙することで、菊花勲章と旭日勲章の中間（勲一等旭日桐花大綬章相当）の位置づけを想定した政府答弁もあった。
栄典制度改正以前は旭日章の一種であったため、勲一等旭日大綬章やその他の位の旭日章と併佩することは不可能だった。

## 意匠
赤色の七宝を用いた八条の旭光をベースに、四方に白色七宝が施された旭光が伸びている。この外方へ伸びた旭光の間を紫の七宝で彩られた桐の花が輪をつなぐように配され、非常に繊細かつ美しいデザインの勲章である。鈕（章と綬をつなぐ金具）は五七の桐紋をかたどり、裏面には「勲功旌章」の文字が刻まれる。中央部の七宝は厚く盛り上がっており、旭光の赤色七宝は0.5mmほどの非常に薄い物で、同じ赤でも大きな色味の差をつけて立体感を得ている。また純銀では難しい比較的青みのある紫色を発色する釉薬を使用しており高度な七宝技術が用いられている。大綬は106mm幅で、赤の織地の両縁を白の双線が縁取るデザインとなっている。ただし外側にはほんの僅かに細く赤の織り地が残されている。勲章は大綬を持って右肩から左脇に垂れ、左胸に副章を佩用する。

## 運用

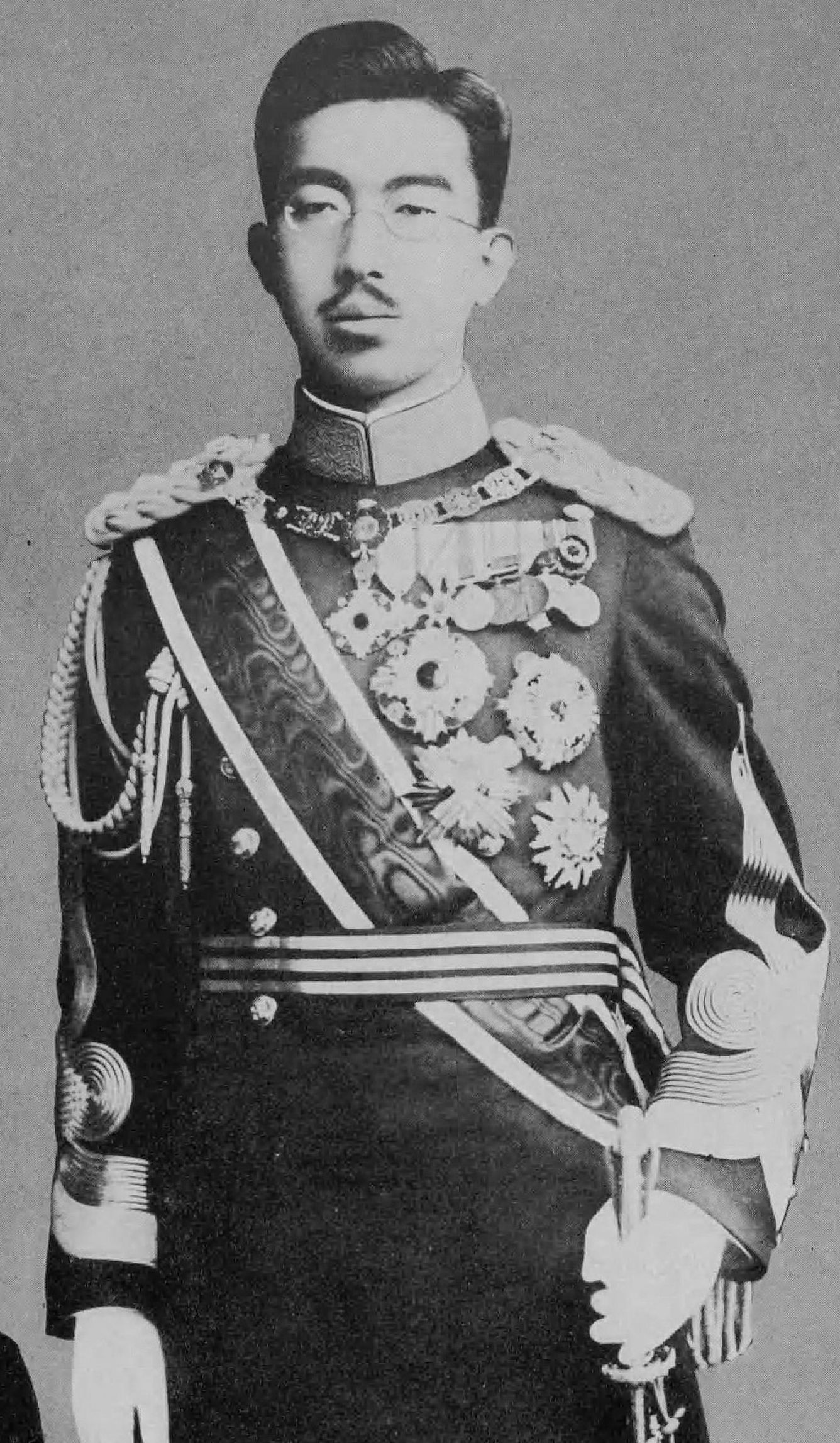
勲一等旭日桐花大綬章の大綬と副章（向かって右、下から二番目）を佩用した昭和天皇

「桐花大綬章ハ旭日大綬章又ハ瑞宝大綬章ヲ賜フベキ者ノ中其勲績又ハ功労特ニ優レタルモノニ之ヲ賜フ」（勲章制定ノ件4条1項）の条文に則り、瑞宝章や旭日章の一等を授与するより優れた功労のある者に授与された。

### 外国人に対する儀礼的叙勲での運用
国賓や皇族の公式訪問の際に交わされる儀礼叙勲には、通常では用いられない。特段功績のあった主要国の駐日大使の離任の際には贈られることもあり、これも儀礼叙勲の一つと考えることも出来るが、外交官への叙勲は駐在時の功績により勲章の種類が変わることがあるので、相手の身位のみで無条件に勲章を贈る通常の儀礼叙勲とは、区別して捉える必要がある。 
功労評価によらない純粋な儀礼叙勲での運用は現在まで記録に残っておらず、確認することができない。2016年シンガポールのリー・クアンユー元首相への授与が決まった。初代シンガポール首相として、長きにわたって日本との関係強化、および友好親善に寄与した功績が称えられて授与された。

### 皇族に対する叙勲
下記の皇族身位令(明治43年皇室令第2号)の制定により、男性皇族への初叙が勲一等旭日桐花大綬章へと引き上げられたため、以降の皇族叙勲は下記の表の通りである。
- 第九条 皇太子皇太孫ハ満七年ニ達シタル後大勲位ニ叙シ菊花大綬章ヲ賜フ
- 第十一条 親王ハ満十五年ニ達シタル後大勲位ニ叙シ菊花大綬章ヲ賜フ
- 第十四条 王ハ満十五年ニ達シタル後勲一等ニ叙シ旭日桐花大綬章ヲ賜フ

従って、戦前では王が満15歳を迎えた日に授与されていた。日本国憲法施行以後は旧来の皇族身位令をおおよそ踏襲した叙勲が成されているが、現在「王」の身位を持つ皇族がいないため、王に対する叙勲の例はない。慣例からすれば王が成年（満20歳）に達した際、授与されることになる。

## 受章者

### 大日本帝国憲法下の受章者
大日本帝国憲法下においては、次の219人が受章した。（大勲位菊花大綬章授章により併受したものは含まない。）

#### 皇族
| 受章者名         | 主な官職・役職           | 受章日                     | 備考             |
| ---------------- | ------------------------ | -------------------------- | ---------------- |
| 賀陽宮邦憲王     | 神宮祭主                 | 1893年（明治26年）11月3日  | 後に大勲位に昇叙 |
| 久邇宮邦彦王     | 元帥陸軍大将、近衛師団長 | 1893年（明治26年）11月3日  | 同上             |
| 山階宮菊麿王     | 海軍大佐                 | 1893年（明治26年）11月3日  | 同上             |
| 伏見宮博恭王     | 元帥海軍大将、軍令部総長 | 1895年（明治28年）11月3日  | 同上             |
| 梨本宮守正王     | 元帥陸軍大将、神宮祭主   | 1895年（明治28年）11月10日 | 同上             |
| (北白川宮)恒久王 | 陸軍少将                 | 1903年（明治36年）2月10日  | 同上             |
| 多嘉王           | 神宮祭主                 | 1907年（明治40年）3月6日   | 同上             |
| 朝香宮鳩彦王     | 陸軍大将、近衛師団長     | 1907年（明治40年）11月3日  | 同上             |
| (有栖川宮)栽仁王 | 海軍少尉                 | 1907年（明治40年）11月3日  | 同上             |
| 北白川宮成久王   | 陸軍砲兵大佐             | 1907年（明治40年）11月3日  | 同上             |
| 東久邇宮稔彦王   | 陸軍大将、内閣総理大臣   | 1908年（明治41年）4月24日  | 同上             |
| (北白川宮)輝久王 | 侯爵、海軍中将           | 1908年（明治41年）11月13日 |                  |
| 博義王           | 海軍大佐                 | 1918年（大正7年）8月31日   | 後に大勲位に昇叙 |
| 山階宮武彦王     | 海軍大佐                 | 1919年（大正8年）8月6日    |                  |
| (山階宮)芳麿王   | 侯爵、陸軍砲兵中尉       | 1920年（大正9年）7月5日    |                  |
| 賀陽宮恒憲王     | 海軍中将、軍事参議官     | 1920年（大正9年）12月25日  | 後に大勲位に昇叙 |
| 華頂宮博忠王     | 海軍中尉                 | 1922年（大正11年）5月25日  | 同上             |
| (久邇宮)朝融王   | 海軍中将                 | 1922年（大正11年）5月25日  | 同上             |
| (久邇宮)邦久王   | 侯爵、陸軍歩兵大尉       | 1923年（大正12年）7月12日  |                  |
| (閑院宮)春仁王   | 陸軍少将                 | 1924年（大正13年）10月25日 | 後に大勲位に昇叙 |
| (山階宮)藤麿王   | 侯爵                     | 1925年（大正14年）3月23日  |                  |
| (伏見宮)博信王   | 侯爵、海軍大佐           | 1926年（大正15年）10月19日 |                  |
| (山階宮)萩麿王   | 伯爵、海軍大尉           | 1927年（昭和2年）10月1日   |                  |
| (山階宮)茂麿王   | 伯爵、陸軍中佐           | 1929年（昭和4年）10月25日  |                  |
| (久邇宮)邦英王   | 伯爵                     | 1930年（昭和5年）5月14日   |                  |
| 竹田宮恒徳王     | 陸軍中佐                 | 1930年（昭和5年）10月25日  | 後に大勲位に昇叙 |
| 北白川宮永久王   | 陸軍砲兵少佐             | 1931年（昭和6年）10月26日  | 同上             |
| (伏見宮)邦芳王   | 貴族院議員               | 1933年（昭和8年）6月1日    | 没後叙勲         |
| (朝香宮)孚彦王   | 陸軍中佐                 | 1933年（昭和8年）10月20日  | 後に大勲位に昇叙 |
| (朝香宮)正彦王   | 侯爵、海軍少佐           | 1936年（昭和11年）3月2日   |                  |
| (伏見宮)博英王   | 伯爵、海軍少佐           | 1936年（昭和11年）3月2日   |                  |
| (東久邇宮)盛厚王 | 陸軍少佐                 | 1937年（昭和12年）8月21日  |                  |
| (東久邇宮)彰常王 | 侯爵、陸軍大尉           | 1940年（昭和15年）10月10日 |                  |
| (久邇宮)家彦王   | 伯爵                     | 1940年（昭和15年）10月19日 |                  |
| (賀陽宮)邦寿王   | 陸軍大尉                 | 1941年（昭和16年）10月1日  |                  |
| (久邇宮)徳彦王   | 伯爵、海軍大尉           | 1943年（昭和18年）4月2日   |                  |

#### 明治時代
| 受章者名     | 主な官職・役職                       | 受章日                     | 備考                   |
| ------------ | ------------------------------------ | -------------------------- | ---------------------- |
| 伊藤博文     | 公爵、内閣総理大臣                   | 1889年（明治22年）2月11日  | 大日本帝国憲法制定の功 |
| 山田顕義     | 伯爵、陸軍中将、司法大臣             | 1892年（明治25年）11月14日 | 没後叙勲               |
| 大山巌       | 公爵、元帥陸軍大将、陸軍大臣         | 1895年（明治28年）8月5日   |                        |
| 西郷従道     | 侯爵、元帥海軍大将、海軍大臣         | 1895年（明治28年）8月5日   |                        |
| 山縣有朋     | 公爵、元帥陸軍大将、内閣総理大臣     | 1895年（明治28年）8月5日   |                        |
| 黒田清隆     | 伯爵、陸軍中将、内閣総理大臣         | 1895年（明治28年）8月20日  |                        |
| 近衛忠煕     | 左大臣                               | 1895年（明治28年）9月26日  |                        |
| 井上馨       | 侯爵、外務大臣                       | 1895年（明治28年）10月7日  |                        |
| 徳大寺実則   | 公爵、内大臣                         | 1895年（明治28年）10月7日  |                        |
| 毛利元徳     | 公爵、参議、旧長州藩主               | 1896年（明治29年）12月24日 | 没後叙勲               |
| 島津忠義     | 公爵、参議、旧薩摩藩主               | 1897年（明治30年）12月26日 | 没後叙勲               |
| 川上操六     | 陸軍大将、参謀総長                   | 1899年（明治32年）5月11日  | 没後叙勲               |
| 大木喬任     | 伯爵、枢密院議長                     | 1899年（明治32年）9月11日  | 没後叙勲               |
| 松方正義     | 公爵、内閣総理大臣                   | 1899年（明治32年）10月31日 |                        |
| 佐野常民     | 伯爵、農商務大臣                     | 1902年（明治35年）12月7日  | 没後叙勲               |
| 土方久元     | 伯爵、宮内大臣                       | 1903年（明治36年）7月16日  |                        |
| 川村純義     | 伯爵、海軍大将、海軍卿               | 1903年（明治36年）12月26日 |                        |
| 副島種臣     | 伯爵、内務大臣                       | 1905年（明治38年）1月31日  | 没後叙勲               |
| 伊東祐亨     | 伯爵、元帥海軍大将、連合艦隊司令長官 | 1906年（明治39年）4月1日   |                        |
| 奥保鞏       | 伯爵、元帥陸軍大将、参謀総長         | 1906年（明治39年）4月1日   |                        |
| 川村景明     | 子爵、元帥陸軍大将、東京衛戍総督     | 1906年（明治39年）4月1日   |                        |
| 黒木為楨     | 伯爵、陸軍大将、第一軍司令官         | 1906年（明治39年）4月1日   |                        |
| 児玉源太郎   | 伯爵、陸軍大将、陸軍大臣             | 1906年（明治39年）4月1日   |                        |
| 小村寿太郎   | 侯爵、外務大臣                       | 1906年（明治39年）4月1日   |                        |
| 佐久間左馬太 | 伯爵、陸軍大将、台湾総督             | 1906年（明治39年）4月1日   |                        |
| 佐々木高行   | 侯爵、参議                           | 1906年（明治39年）4月1日   |                        |
| 田中不二麿   | 子爵、司法大臣                       | 1906年（明治39年）4月1日   |                        |
| 田中光顕     | 伯爵、陸軍少将、宮内大臣             | 1906年（明治39年）4月1日   |                        |
| 寺内正毅     | 伯爵、元帥陸軍大将、内閣総理大臣     | 1906年（明治39年）4月1日   |                        |
| 乃木希典     | 伯爵、陸軍大将、第三軍司令官         | 1906年（明治39年）4月1日   |                        |
| 野津道貫     | 侯爵、元帥陸軍大将、第四軍司令官     | 1906年（明治39年）4月1日   |                        |
| 長谷川好道   | 伯爵、元帥陸軍大将、参謀総長         | 1906年（明治39年）4月1日   |                        |
| 林董         | 伯爵、外務大臣                       | 1906年（明治39年）4月1日   |                        |
| 東久世通禧   | 伯爵、枢密院副議長                   | 1906年（明治39年）4月1日   |                        |
| 福岡孝弟     | 子爵、文部卿                         | 1906年（明治39年）4月1日   |                        |
| 西園寺公望   | 公爵、内閣総理大臣                   | 1907年（明治40年）9月14日  |                        |
| 林友幸       | 伯爵、枢密顧問官                     | 1907年（明治40年）11月5日  |                        |
| 榎本武揚     | 子爵、海軍中将、外務大臣             | 1908年（明治41年）10月26日 | 没後叙勲               |
| 小松輝久     | 侯爵、海軍中将                       | 1908年（明治41年）11月3日  |                        |
| 岡沢精       | 子爵、陸軍大将、侍従武官長           | 1908年（明治41年）12月12日 | 没後叙勲               |
| 井上光       | 男爵、陸軍大将、第四師団長           | 1908年（明治41年）12月27日 | 没後叙勲               |
| 嵯峨実愛     | 大納言                               | 1909年（明治42年）1月4日   |                        |
| 野村靖       | 子爵、内務大臣                       | 1909年（明治42年）1月24日  | 没後叙勲               |
| 大給恒       | 伯爵、賞勲局総裁                     | 1910年（明治43年）1月6日   |                        |
| 岩倉具定     | 公爵、宮内大臣                       | 1910年（明治43年）4月1日   | 没後叙勲               |
| 大隈重信     | 侯爵、内閣総理大臣                   | 1910年（明治43年）4月29日  |                        |
| 曾禰荒助     | 子爵、大蔵大臣                       | 1910年（明治43年）8月29日  |                        |
| 谷干城       | 子爵、陸軍中将、農商務大臣           | 1911年（明治44年）2月9日   |                        |
| 高崎正風     | 男爵、枢密顧問官                     | 1912年（明治45年）2月28日  | 没後叙勲               |
| 西寛二郎     | 子爵、陸軍大将、教育総監             | 1912年（明治45年）2月28日  | 没後叙勲               |
| 大島義昌     | 子爵、陸軍大将、関東都督             | 1912年（明治45年）6月17日  |                        |

#### 大正時代
| 受章者名     | 主な官職・役職                       | 受章日                     | 備考     |
| ------------ | ------------------------------------ | -------------------------- | -------- |
| 徳川慶喜     | 公爵、征夷大将軍                     | 1913年（大正2年）11月22日  | 没後叙勲 |
| 青木周蔵     | 子爵、外務大臣                       | 1914年（大正3年）2月16日   | 没後叙勲 |
| 松田正久     | 男爵、衆議院議長                     | 1914年（大正3年）3月5日    | 没後叙勲 |
| 香川敬三     | 伯爵、皇太后宮大夫                   | 1914年（大正3年）8月5日    |          |
| 大久保春野   | 男爵、陸軍大将、韓国駐剳軍司令官     | 1915年（大正4年）1月26日   | 没後叙勲 |
| 高島鞆之助   | 子爵、陸軍中将、陸軍大臣             | 1916年（大正5年）1月11日   | 没後叙勲 |
| 加藤弘之     | 男爵、枢密顧問官                     | 1916年（大正5年）2月9日    | 没後叙勲 |
| 中牟田倉之助 | 子爵、海軍中将、海軍軍令部長         | 1916年（大正5年）3月30日   | 没後叙勲 |
| 加藤高明     | 伯爵、内閣総理大臣                   | 1916年（大正5年）7月14日   |          |
| 上村彦之丞   | 男爵、海軍大将、連合艦隊司令長官     | 1916年（大正5年）8月8日    | 没後叙勲 |
| 芳川顕正     | 伯爵、内務大臣                       | 1917年（大正6年）3月20日   |          |
| 黒田清綱     | 子爵、枢密顧問官                     | 1917年（大正6年）3月23日   | 没後叙勲 |
| 樺山資紀     | 伯爵、海軍大将、海軍大臣             | 1917年（大正6年）5月12日   |          |
| 花房義質     | 子爵、枢密顧問官                     | 1917年（大正6年）7月9日    | 没後叙勲 |
| 山尾庸三     | 子爵、法制局長官                     | 1917年（大正6年）12月12日  |          |
| 蜂須賀茂韶   | 侯爵、貴族院議長、旧徳島藩主         | 1918年（大正7年）2月10日   | 没後叙勲 |
| 本野一郎     | 子爵、外務大臣                       | 1918年（大正7年）9月16日   |          |
| 平田東助     | 伯爵、内大臣                         | 1919年（大正8年）5月24日   |          |
| 板垣退助     | 伯爵、内務大臣                       | 1919年（大正8年）7月16日   | 没後叙勲 |
| 河瀬真孝     | 子爵、侍従長                         | 1919年（大正8年）9月29日   | 没後叙勲 |
| 中山孝麿     | 侯爵、東宮大夫                       | 1919年（大正8年）11月25日  | 没後叙勲 |
| 片岡七郎     | 男爵、海軍大将、連合艦隊司令長官     | 1920年（大正9年）1月7日    |          |
| 杉孫七郎     | 子爵、枢密顧問官                     | 1920年（大正9年）5月3日    | 没後叙勲 |
| 清浦奎吾     | 伯爵、内閣総理大臣                   | 1920年（大正9年）9月4日    |          |
| 伊東巳代治   | 伯爵、農商務大臣                     | 1920年（大正9年）9月7日    |          |
| 内田康哉     | 伯爵、外務大臣                       | 1920年（大正9年）9月7日    |          |
| 加藤友三郎   | 子爵、元帥海軍大将、内閣総理大臣     | 1920年（大正9年）9月7日    |          |
| 後藤新平     | 伯爵、内務大臣                       | 1920年（大正9年）9月7日    |          |
| 珍田捨巳     | 伯爵、侍従長                         | 1920年（大正9年）9月7日    |          |
| 原敬         | 内閣総理大臣                         | 1920年（大正9年）9月7日    |          |
| 牧野伸顕     | 伯爵、内大臣                         | 1920年（大正9年）9月7日    |          |
| 末松謙澄     | 子爵、内務大臣                       | 1920年（大正9年）10月6日   | 没後叙勲 |
| 井上良馨     | 子爵、元帥海軍大将、連合艦隊司令長官 | 1920年（大正9年）11月1日   |          |
| 上原勇作     | 子爵、元帥陸軍大将、陸軍大臣         | 1920年（大正9年）11月1日   |          |
| 宇都宮太郎   | 陸軍大将、朝鮮軍司令官               | 1920年（大正9年）11月1日   |          |
| 大島健一     | 陸軍中将、陸軍大臣                   | 1920年（大正9年）11月1日   |          |
| 大谷喜久蔵   | 男爵、陸軍大将、教育総監             | 1920年（大正9年）11月1日   |          |
| 島村速雄     | 男爵、元帥海軍大将、軍令部長         | 1920年（大正9年）11月1日   |          |
| 中村雄次郎   | 男爵、陸軍中将、宮内大臣             | 1920年（大正9年）11月1日   |          |
| 伊集院五郎   | 男爵、元帥海軍大将、軍令部長         | 1921年（大正10年）1月13日  | 没後叙勲 |
| 鍋島直大     | 侯爵、式部長官、旧佐賀藩主           | 1921年（大正10年）6月19日  | 没後叙勲 |
| 戸田氏共     | 伯爵、式部長官、旧大垣藩主           | 1921年（大正10年）10月1日  |          |
| 濱尾新       | 子爵、枢密院議長                     | 1921年（大正10年）11月25日 |          |
| 波多野敬直   | 子爵、宮内大臣                       | 1922年（大正11年）8月29日  | 没後叙勲 |
| 細川潤次郎   | 男爵、枢密顧問官                     | 1923年（大正12年）7月20日  | 没後叙勲 |
| 田尻稲次郎   | 子爵、会計検査院長                   | 1923年（大正12年）8月15日  | 没後叙勲 |
| 南部甕男     | 男爵、大審院長                       | 1923年（大正12年）9月19日  | 没後叙勲 |
| 曾我祐準     | 子爵、陸軍中将、参謀次長             | 1923年（大正12年）12月28日 |          |
| 岡野敬次郎   | 男爵、司法大臣                       | 1924年（大正13年）2月11日  |          |
| 斎藤実       | 子爵、海軍大将、内閣総理大臣         | 1924年（大正13年）2月11日  |          |
| 徳川家達     | 公爵、貴族院議長                     | 1924年（大正13年）2月11日  |          |
| 伊集院彦吉   | 男爵、外務大臣                       | 1924年（大正13年）4月26日  |          |
| 中村覚       | 男爵、陸軍大将、侍従武官長           | 1925年（大正14年）1月29日  | 没後叙勲 |
| 三浦梧楼     | 子爵、陸軍中将、朝鮮公使             | 1926年（大正15年）1月28日  | 没後叙勲 |
| 穂積陳重     | 男爵、枢密院議長                     | 1926年（大正15年）4月8日   | 没後叙勲 |
| 藤井較一     | 海軍大将、連合艦隊司令長官           | 1926年（大正15年）7月9日   | 没後叙勲 |

#### 昭和時代
| 受章者名             | 主な官職・役職                       | 受章日                     | 備考     |
| -------------------- | ------------------------------------ | -------------------------- | -------- |
| 大森鍾一             | 男爵、皇后宮大夫                     | 1927年（昭和2年）3月3日    | 没後叙勲 |
| 浅田信興             | 男爵、陸軍大将、教育総監             | 1927年（昭和2年）4月27日   | 没後叙勲 |
| 高橋是清             | 内閣総理大臣                         | 1927年（昭和2年）6月3日    |          |
| 加藤定吉             | 男爵、海軍大将、呉鎮守府司令長官     | 1927年（昭和2年）9月5日    | 没後叙勲 |
| 大迫尚敏             | 子爵、陸軍大将、学習院長             | 1927年（昭和2年）9月20日   | 没後叙勲 |
| 山県伊三郎           | 公爵、関東長官                       | 1927年（昭和2年）9月24日   | 没後叙勲 |
| 村上格一             | 海軍大将、海軍大臣                   | 1927年（昭和2年）11月15日  | 没後叙勲 |
| 松川敏胤             | 陸軍大将、朝鮮駐剳軍司令官           | 1928年（昭和3年）3月7日    | 没後叙勲 |
| 平沼騏一郎           | 男爵、内閣総理大臣                   | 1928年（昭和3年）4月21日   |          |
| 山下源太郎           | 男爵、海軍大将、連合艦隊司令長官     | 1928年（昭和3年）5月10日   |          |
| 大島久直             | 子爵、陸軍大将、教育総監             | 1928年（昭和3年）9月27日   | 没後叙勲 |
| 浅野長勲             | 侯爵、議定、旧広島藩主               | 1928年（昭和3年）11月10日  |          |
| 金子堅太郎           | 伯爵、司法大臣                       | 1928年（昭和3年）11月10日  |          |
| 渋沢栄一             | 子爵、貴族院議員                     | 1928年（昭和3年）11月10日  |          |
| 林権助               | 男爵、式部長官                       | 1928年（昭和3年）11月10日  |          |
| 若槻礼次郎           | 男爵、内閣総理大臣                   | 1928年（昭和3年）11月10日  |          |
| 一木喜徳郎           | 男爵、枢密院議長                     | 1928年（昭和3年）12月28日  |          |
| 倉富勇三郎           | 男爵、枢密院議長                     | 1928年（昭和3年）12月28日  |          |
| 服部一三             | 貴族院議員                           | 1929年（昭和4年）1月25日   | 没後叙勲 |
| 平山成信             | 男爵、枢密顧問官                     | 1929年（昭和4年）9月25日   | 没後叙勲 |
| 田中義一             | 男爵、陸軍大将、内閣総理大臣         | 1929年（昭和4年）9月29日   | 没後叙勲 |
| 井上勝之助           | 侯爵、宗秩寮総裁                     | 1929年（昭和4年）11月3日   | 没後叙勲 |
| 出羽重遠             | 男爵、海軍大将、連合艦隊司令長官     | 1930年（昭和5年）1月27日   | 没後叙勲 |
| 鈴木荘六             | 陸軍大将、参謀総長                   | 1930年（昭和5年）6月16日   |          |
| 八代六郎             | 男爵、陸軍大将、海軍大臣             | 1930年（昭和5年）6月30日   | 没後叙勲 |
| 秋山好古             | 陸軍大将、教育総監                   | 1930年（昭和5年）11月4日   | 没後叙勲 |
| 田健治郎             | 男爵、台湾総督                       | 1930年（昭和5年）11月16日  | 没後叙勲 |
| 松室致               | 司法大臣                             | 1931年（昭和6年）2月16日   | 没後叙勲 |
| 財部彪               | 海軍大将、海軍大臣                   | 1931年（昭和6年）4月11日   |          |
| 濱口雄幸             | 内閣総理大臣                         | 1931年（昭和6年）4月29日   |          |
| 山川健次郎           | 男爵、東京帝国大学総長               | 1931年（昭和6年）6月26日   | 没後叙勲 |
| 九鬼隆一             | 男爵、枢密顧問官                     | 1931年（昭和6年）8月18日   | 没後叙勲 |
| 一戸兵衛             | 陸軍大将、教育総監                   | 1931年（昭和6年）9月12日   | 没後叙勲 |
| 幣原喜重郎           | 男爵、内閣総理大臣                   | 1931年（昭和6年）12月12日  |          |
| 犬養毅               | 内閣総理大臣                         | 1932年（昭和7年）5月6日    |          |
| 白川義則             | 男爵、陸軍大将、陸軍大臣             | 1932年（昭和7年）5月26日   | 没後叙勲 |
| 日高壮之丞           | 男爵、海軍大将、連合艦隊司令長官     | 1932年（昭和7年）7月24日   | 没後叙勲 |
| 江木千之             | 文部大臣                             | 1932年（昭和7年）8月23日   | 没後叙勲 |
| 安東貞美             | 男爵、陸軍大将、台湾総督             | 1932年（昭和7年）8月29日   | 没後叙勲 |
| 岡田啓介             | 海軍大将、内閣総理大臣               | 1933年（昭和8年）1月21日   |          |
| 武藤信義             | 男爵、元帥陸軍大将、関東軍司令官     | 1933年（昭和3年）7月27日   | 没後叙勲 |
| 古市公威             | 男爵、枢密顧問官                     | 1934年（昭和9年）1月28日   | 没後叙勲 |
| 岡田良平             | 文部大臣                             | 1934年（昭和9年）3月23日   | 没後叙勲 |
| 中橋徳五郎           | 文部大臣                             | 1934年（昭和9年）3月25日   | 没後叙勲 |
| 鈴木貫太郎           | 男爵、海軍大将、内閣総理大臣         | 1934年（昭和9年）4月29日   |          |
| 奈良武次             | 男爵、陸軍大将、侍従武官長           | 1934年（昭和9年）4月29日   |          |
| 安達峰一郎           | 常設国際司法裁判所所長               | 1934年（昭和9年）12月29日  | 没後叙勲 |
| 床次竹二郎           | 内務大臣                             | 1935年（昭和10年）9月8日   | 没後叙勲 |
| 富井政章             | 男爵、枢密顧問官                     | 1935年（昭和10年）9月14日  | 没後叙勲 |
| 菱刈隆               | 陸軍大将、関東軍司令官               | 1935年（昭和10年）12月23日 |          |
| 南次郎               | 陸軍大将、陸軍大臣                   | 1935年（昭和10年）12月23日 |          |
| 渡辺錠太郎           | 陸軍大将、教育総監                   | 1936年（昭和11年）2月26日  | 没後叙勲 |
| 久保田譲             | 男爵、文部大臣                       | 1936年（昭和11年）4月14日  | 没後叙勲 |
| 宇垣一成             | 陸軍大将、陸軍大臣                   | 1936年（昭和11年）8月5日   |          |
| 山本達雄             | 男爵、内務大臣                       | 1936年（昭和11年）8月5日   |          |
| 石黒忠悳             | 子爵、陸軍軍医総監、枢密顧問官       | 1936年（昭和11年）12月24日 |          |
| 瓜生外吉             | 男爵、海軍大将、横須賀鎮守府司令長官 | 1937年（昭和12年）11月11日 | 没後叙勲 |
| 栗野慎一郎           | 子爵、枢密顧問官                     | 1937年（昭和12年）11月15日 | 没後叙勲 |
| 荒井賢太郎           | 枢密院副議長                         | 1938年（昭和13年）1月29日  | 没後叙勲 |
| 水野錬太郎           | 内務大臣                             | 1938年（昭和13年）4月17日  |          |
| 櫻井錠二             | 男爵、枢密顧問官                     | 1939年（昭和14年）1月28日  | 没後叙勲 |
| 黒田長成             | 侯爵、枢密顧問官                     | 1939年（昭和14年）6月14日  | 没後叙勲 |
| 湯浅倉平             | 男爵、宮内大臣                       | 1940年（昭和15年）6月7日   |          |
| 鈴木喜三郎           | 内務大臣                             | 1940年（昭和15年）6月24日  | 没後叙勲 |
| 大角岑生             | 男爵、海軍大将、海軍大臣             | 1941年（昭和16年）10月19日 | 没後叙勲 |
| 阪谷芳郎             | 子爵、大蔵大臣                       | 1941年（昭和16年）4月28日  |          |
| 河合操               | 陸軍大将、参謀総長                   | 1941年（昭和16年）10月11日 | 没後叙勲 |
| 石塚英蔵             | 台湾総督                             | 1942年（昭和17年）7月28日  | 没後叙勲 |
| ヘルマン・ゲーリング | ドイツ空軍総司令官                   | 1942年（昭和17年）9月26日  |          |
| エーリヒ・レーダー   | ドイツ海軍総司令官                   | 1942年（昭和17年）9月26日  |          |
| 林銑十郎             | 陸軍大将、内閣総理大臣               | 1943年（昭和18年）2月4日   | 没後叙勲 |
| 古賀峯一             | 元帥海軍大将、連合艦隊司令長官       | 1944年（昭和19年）5月5日   | 没後叙勲 |
| 有馬良橘             | 海軍大将、枢密顧問官                 | 1944年（昭和19年）5月11日  | 没後叙勲 |
| 原嘉道               | 男爵、枢密院議長                     | 1944年（昭和19年）8月7日   | 没後叙勲 |
| 野間口兼雄           | 海軍大将                             | 1944年（昭和19年）12月12日 | 没後叙勲 |
| 内山小二郎           | 男爵、陸軍大将、侍従武官長           | 1945年（昭和20年）2月14日  | 没後叙勲 |
| 石井菊次郎           | 子爵、外務大臣                       | 1945年（昭和20年）5月26日  | 没後叙勲 |
| 南弘                 | 逓信大臣                             | 1946年（昭和21年）2月8日   | 没後叙勲 |
| 松井慶四郎           | 男爵、外務大臣                       | 1946年（昭和21年）6月4日   | 没後叙勲 |
| 窪田静太郎           | 行政裁判所長官、枢密顧問官           | 1946年（昭和21年）10月6日  | 没後叙勲 |

### 日本国憲法施行後の受章者
日本国憲法施行後は、戦没者叙勲と外国人受章者を除き、次の62人が受章した。

#### 昭和時代
| 受章者名   | 主な官職・役職 | 受章日                     | 備考 |
| ---------- | --- | -------------------------- | --- |
| 重光葵     | 外務大臣 | 1957年（昭和32年）1月26日  | 従二位、没後叙勲                                                                                         |
| 芦田均     | 内閣総理大臣 | 1959年（昭和34年）6月20日  | 従二位、没後叙勲                                                                                         |
| 林讓治     | 衆議院議長 | 1960年（昭和35年）4月5日   | 従二位、没後叙勲                                                                                         |
| 河井彌八   | 参議院議長 | 1960年（昭和35年）7月21日  | 従二位、没後叙勲                                                                                         |
| 豊田貞次郎 | 外務大臣、日本製鐵社長 | 1961年（昭和36年）11月21日 | 従二位、没後叙勲                                                                                         |
| 松野鶴平   | 参議院議長 | 1962年（昭和37年）10月18日 | 従二位、没後叙勲                                                                                         |
| 野村吉三郎 | 外務大臣、枢密顧問官 | 1964年（昭和39年）5月8日   | 従二位、没後叙勲                                                                                         |
| 大野伴睦   | 衆議院議長 | 1964年（昭和39年）5月29日  | 従二位、没後叙勲                                                                                         |
| 芳澤謙吉   | 外務大臣、枢密顧問官 | 1965年（昭和40年）1月5日   | 従二位、没後叙勲                                                                                         |
| 河野一郎   | 副総理、建設大臣、農林大臣、国務大臣                                                                                               | 1965年（昭和40年）7月8日   | 従二位、没後叙勲                                                                                         |
| 岡崎勝男   | 外務大臣、国連大使 | 1965年（昭和40年）10月10日 | 正三位、没後叙勲                                                                                         |
| 岸信介     | 内閣総理大臣 | 1967年（昭和42年）4月29日  | 正二位 1987年（昭和62年）8月7日、大勲位菊花大綬章を没後叙勲。                                            |
| 清瀬一郎   | 衆議院議長 | 1967年（昭和42年）6月27日  | 従二位、没後叙勲                                                                                         |
| 正力松太郎 | 科学技術庁長官、読売新聞社社長・会長                                                                                               | 1969年（昭和44年）10月9日  | 従二位、没後叙勲                                                                                         |
| 田中耕太郎 | 最高裁判所長官 | 1970年（昭和45年）4月29日  | 1960年（昭和35年）11月3日、文化勲章を受章。 正二位 1974年（昭和49年）3月1日 大勲位菊花大綬章を没後叙勲。 |
| 川島正次郎 | 自由民主党幹事長、自由民主党副総裁、国務大臣自治庁長官、国務大臣北海道開発庁長官、国務大臣行政管理庁長官、国務大臣オリンピック大臣 | 1970年（昭和45年）11月9日  | 従二位、没後叙勲                                                                                         |
| 松村謙三   | 農林大臣 | 1971年（昭和46年）8月21日  | 従二位、没後叙勲                                                                                         |
| 佐藤尚武   | 参議院議長 | 1971年（昭和46年）12月18日 | 従二位、没後叙勲                                                                                         |
| 石橋湛山   | 内閣総理大臣 | 1973年（昭和48年）4月25日  | 従二位、没後叙勲                                                                                         |
| 船田中     | 衆議院議長 | 1973年（昭和48年）4月29日  | 従二位                                                                                                   |
| 重宗雄三   | 参議院議長 | 1973年（昭和48年）4月29日  | 従二位                                                                                                   |
| 益谷秀次   | 衆議院議長 | 1973年（昭和48年）8月18日  | 従二位、没後叙勲                                                                                         |
| 愛知揆一   | 大蔵大臣 | 1973年（昭和48年）11月23日 | 従二位、没後叙勲                                                                                         |
| 佐藤達夫   | 人事院総裁 | 1974年（昭和49年）9月12日  | 従二位、没後叙勲                                                                                         |
| 石坂泰三   | 経済団体連合会会長 | 1975年（昭和50年）3月6日   | 正三位、没後叙勲                                                                                         |
| 大濱信泉   | 早稲田大学総長 | 1976年（昭和51年）2月13日  | 正三位、没後叙勲                                                                                         |
| 横田喜三郎 | 最高裁判所長官 | 1977年（昭和52年）4月29日  | 1981年（昭和56年）11月3日、文化勲章を受章。 従二位                                                       |
| 河野謙三   | 参議院議長 | 1977年（昭和52年）11月3日  | 従二位                                                                                                   |
| 片山哲     | 内閣総理大臣 | 1978年（昭和53年）5月30日  | 従二位、没後叙勲                                                                                         |
| 植村甲午郎 | 経済団体連合会会長 | 1978年（昭和53年）8月1日   | 正三位、没後叙勲                                                                                         |
| 保利茂     | 衆議院議長 | 1979年（昭和54年）3月4日   | 従二位、没後叙勲                                                                                         |
| 椎名悦三郎 | 外務大臣 | 1979年（昭和54年）9月30日  | 従二位、没後叙勲                                                                                         |
| 星島二郎   | 衆議院議長 | 1980年（昭和55年）1月3日   | 従二位、没後叙勲                                                                                         |
| 中山伊知郎 | 中央労働委員会会長、一橋大学長 | 1980年（昭和55年）4月9日   | 従二位、没後叙勲                                                                                         |
| 前尾繁三郎 | 衆議院議長 | 1981年（昭和56年）7月23日  | 従二位、没後叙勲                                                                                         |
| 石井光次郎 | 衆議院議長 | 1981年（昭和56年）9月20日  | 従二位、没後叙勲                                                                                         |
| 安井謙     | 参議院議長 | 1981年（昭和56年）11月3日  | 従二位                                                                                                   |
| 灘尾弘吉   | 衆議院議長 | 1982年（昭和57年）11月3日  | 従二位                                                                                                   |
| 東龍太郎   | 東京都知事、日本赤十字社社長 | 1983年（昭和58年）5月26日  | 正三位、没後叙勲                                                                                         |
| 中村梅吉   | 衆議院議長 | 1983年（昭和58年）11月3日  | 従二位                                                                                                   |
| 永野重雄   | 日本商工会議所会頭 | 1984年（昭和59年）5月4日   | 正三位、没後叙勲                                                                                         |
| 福田一     | 衆議院議長 | 1984年（昭和59年）11月3日  | 従二位                                                                                                   |
| 牛場信彦   | 国務大臣、駐米大使 | 1984年（昭和59年）12月31日 | 従二位、没後叙勲                                                                                         |
| 藤山愛一郎 | 外務大臣 | 1985年（昭和60年）2月22日  | 従二位、没後叙勲                                                                                         |
| 福永健司   | 衆議院議長 | 1986年（昭和61年）4月29日  | 従二位                                                                                                   |
| 坂田道太   | 衆議院議長 | 1986年（昭和61年）11月3日  | 従二位                                                                                                   |
| 土光敏夫   | 経済団体連合会会長 | 1986年（昭和61年）11月3日  | 従二位                                                                                                   |
| 松下幸之助 | 松下電器産業株式会社会長 | 1987年（昭和62年）4月29日  | 正三位                                                                                                   |
| 西村英一   | 建設大臣 | 1987年（昭和62年）9月15日  | 従二位、没後叙勲                                                                                         |
| 稲山嘉寛   | 経済団体連合会会長 | 1987年（昭和62年）10月9日  | 正三位、没後叙勲                                                                                         |

#### 平成時代（栄典制度改正による名称変更前まで）
| 受章者名   | 主な官職・役職                       | 受章日                    | 備考                                                        |
| ---------- | ------------------------------------ | ------------------------- | ----------------------------------------------------------- |
| 徳永正利   | 参議院議長                           | 1989年（平成元年）11月3日 | 従二位                                                      |
| 安倍晋太郎 | 外務大臣                             | 1991年（平成3年）5月15日  | 従二位、没後叙勲                                            |
| 櫻内義雄   | 衆議院議長                           | 1993年（平成5年）11月3日  | 従二位                                                      |
| 矢口洪一   | 最高裁判所長官                       | 1993年（平成5年）11月3日  | 従二位                                                      |
| 宇野宗佑   | 内閣総理大臣                         | 1994年（平成6年）4月29日  | 従二位                                                      |
| 田村元     | 衆議院議長                           | 1994年（平成6年）11月3日  | 従二位                                                      |
| 渡邉美智雄 | 外務大臣                             | 1995年（平成7年）9月15日  | 従二位、没後叙勲                                            |
| 原健三郎   | 衆議院議長                           | 1996年（平成8年）4月29日  | 従二位                                                      |
| 原文兵衛   | 参議院議長                           | 1996年（平成8年）11月3日  | 従二位                                                      |
| 井深大     | ソニー株式会社ファウンダー最高相談役 | 1997年（平成9年）12月19日 | 1992年（平成4年）11月3日、文化勲章を受章。 正三位、没後叙勲 |
| 草場良八   | 最高裁判所長官                       | 1998年（平成10年）4月29日 | 従二位                                                      |
| 土屋義彦   | 参議院議長                           | 1999年（平成11年）4月29日 | 従二位                                                      |
| 二階堂進   | 内閣官房長官                         | 2000年（平成12年）2月3日  | 従二位、没後叙勲                                            |
| 伊藤宗一郎 | 衆議院議長                           | 2001年（平成13年）4月29日 | 従二位                                                      |
| 斎藤英四郎 | 経済団体連合会会長                   | 2002年（平成14年）4月22日 | 正三位、没後叙勲                                            |

## 補注
- 勲記（叙勲内容を記載した賞状）とともに授与されその内容は官報の叙勲の項に掲載されるが、外国元首等へ儀礼的に贈る場合は必ずしも官報への掲載は行われない。
- 皇族は受章当時の名・身位を官報掲載どおりに記載（括弧内に現在の宮号等を参考付記)
- 通例、皇太子である親王を官報掲載する場合は必ず「皇太子○○親王」と記載されるが、叙勲（勲記）には「皇太子」が冠されない。
- 官報で皇族を掲載する場合は、皇太子と皇太子妃を除き、宮号（秋篠宮など）・称号（浩宮など）は一切冠されない。叙勲でも同様
- 位階は今日、没後追贈のみ行われている。健在の人物は空欄である